# Himalayazwartborstnachtegaal
De himalayazwartborstnachtegaal (Calliope pectoralis synoniem Luscinia pectoralis) is een zangvogel uit de familie der Muscicapidae (vliegenvangers).

## Verspreiding en leefgebied
Deze soort komt voor in Midden-Azië en de Himalaya en telt drie ondersoorten:
- C. p. ballioni: de bergen van centraal Azië en noordoostelijk Afghanistan.
- C. p. pectoralis: van oostelijk Afghanistan en de noordwestelijk Himalaya tot centraal Nepal.
- C. p. confusa: van Nepal tot Bhutan.